# 長尖提燈蘚
長尖提燈蘚（学名：Mnium lycopodioides）为提燈蘚科提燈蘚屬下的一个种。

## 扩展阅读
- 維基物種上的相關：長尖提燈蘚